# Form factor dei telefoni cellulari
In inglese per form factor si intende la forma dell'involucro di un telefono cellulare. I termini utilizzati sono di origine anglosassone.

## Classico

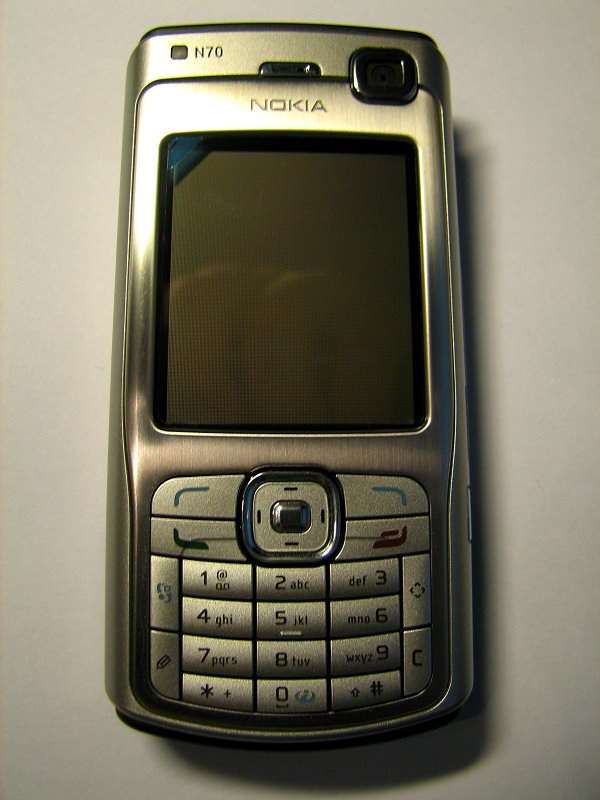
Il Nokia N70, esempio di telefono cellulare monoblocco.

Per classico, monoblocco o monolitico si intende un telefono cellulare che ha la forma di un parallelepipedo rettangolo. È la forma più comune dei telefoni cellulari.
In tali cellulari lo schermo, che può essere anche tattile, e la tastiera (numerica o QWERTY) si trovano sulla stessa parte dell'involucro del telefono cellulare.

### SlateoLavagna

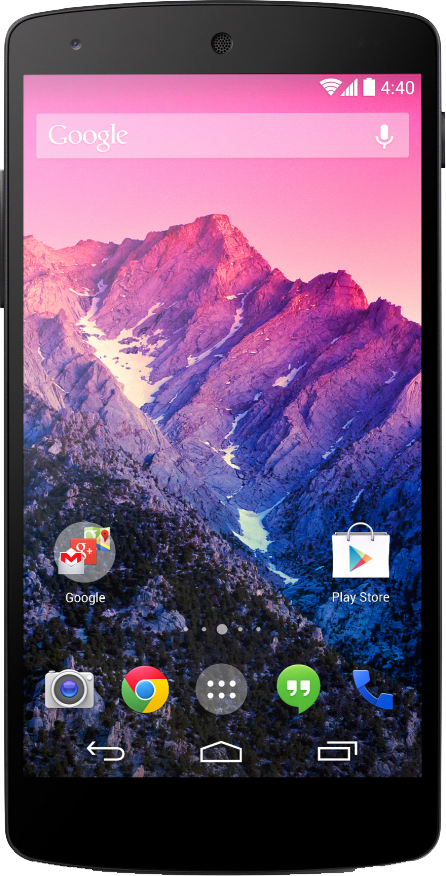
Il Nexus 5, un esempio di cellulare slate

Una variante del monoblocco è il form factor slate. Si tratta di un telefono cellulare con pochi tasti, dove la maggior parte delle funzioni vengono controllate tramite un touchscreen, compresa l'immissione di testi. Il primo telefono cellulare slate ad avere successo è l'iPhone della Apple.
Vengono anche chiamati cellulari full touchscreen.

## Conchiglia

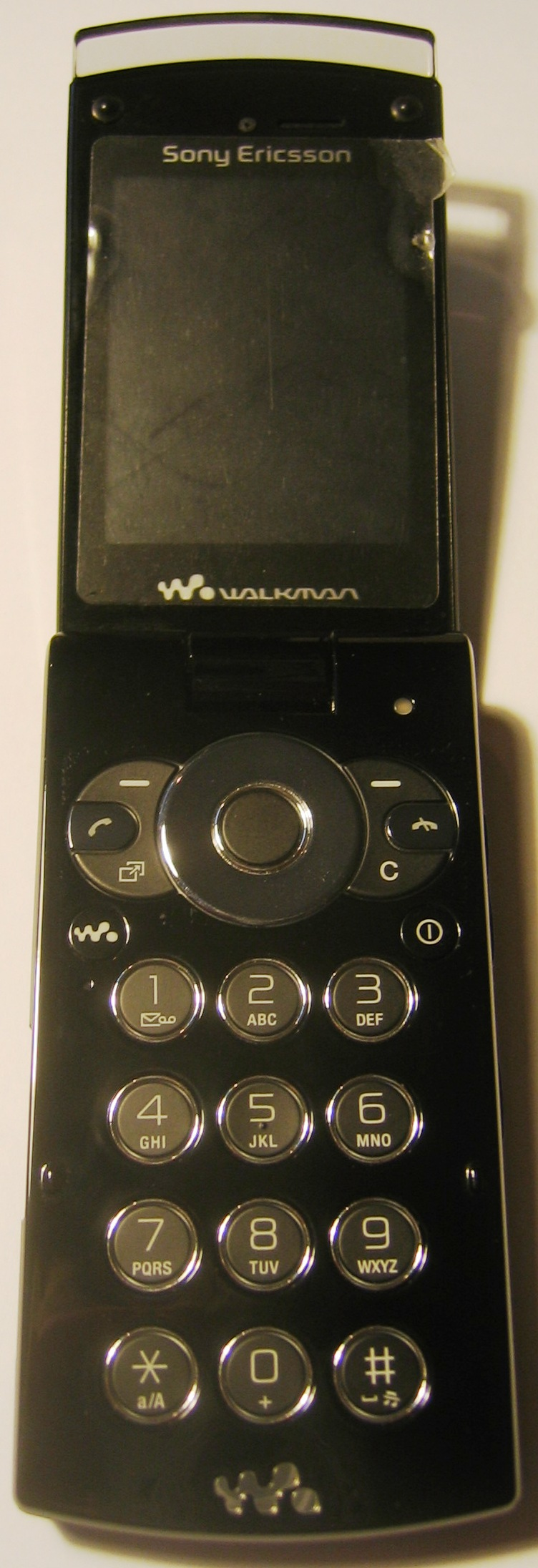
Il Sony Ericsson W980, esempio di telefono cellulare a conchiglia

Si tratta di un telefono cellulare con due pezzi uniti da cerniere, che viene riposto ripiegato, poiché più compatto. Aprendolo appare l'altoparlante, lo schermo e la tastiera, rendendolo utilizzabile in tutte le funzioni.
Hanno generalmente due schermi, uno visibile a telefono chiuso e uno visibile a telefono aperto.

### Communicator
Una variante dei telefoni cellulari a conchiglia, sono i telefoni cellulari communicator. Si tratta di telefoni cellulari prodotti specialmente da Nokia (Communicator è un marchio registrato di Nokia). 
Si compongono sempre da due pezzi uniti da cerniere, però il dispositivo viene aperto a libro e chiuso il telefono si presenta come un telefono cellulare normale, con schermo e tastiera numerica. Se aperto si presenta con uno schermo di dimensioni larghe nella parte superiore e nella parte inferiore c'è una tastiera QWERTY. I telefoni cellulari Communicator ricordano un computer portatile in miniatura.

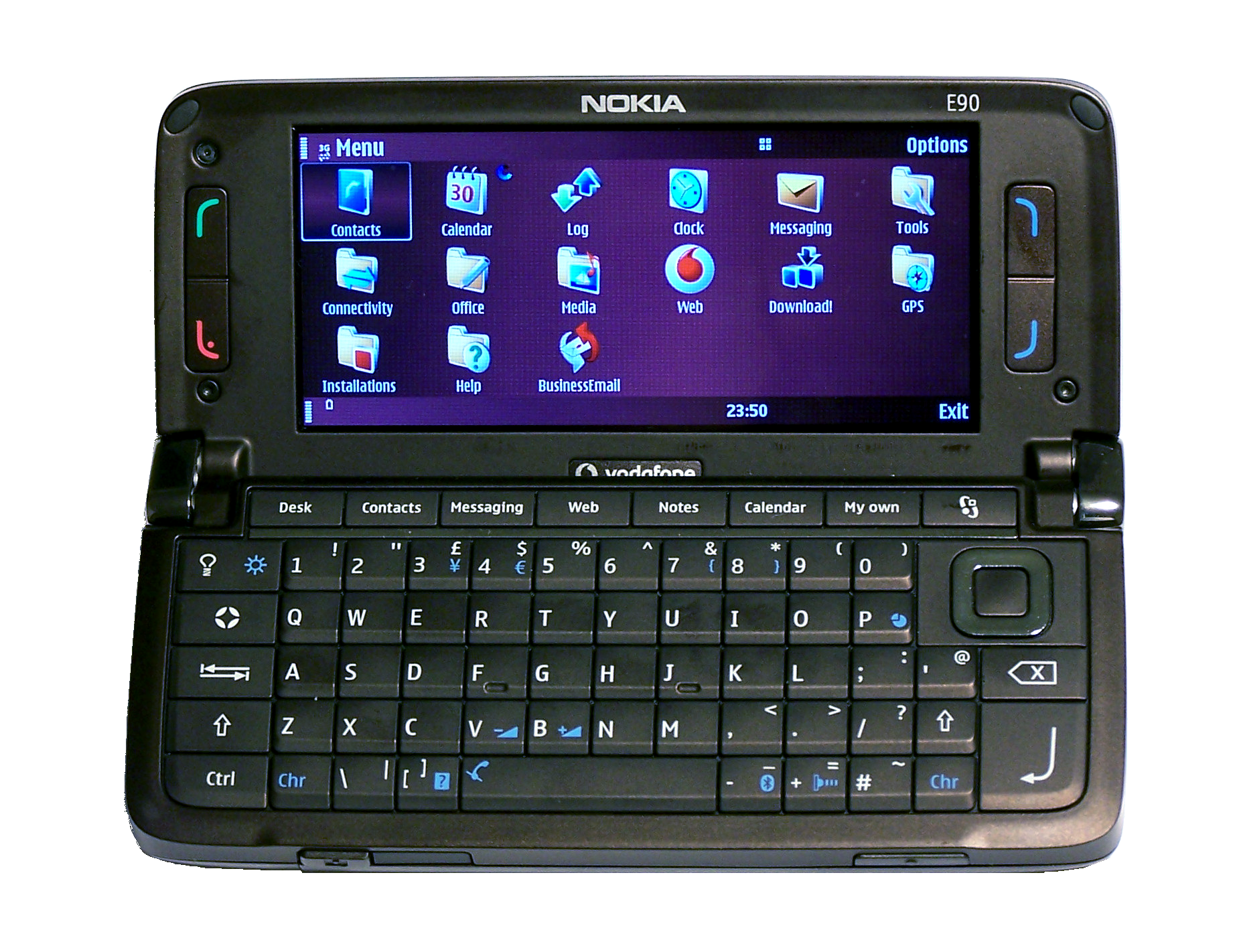
Il Nokia E90, esempio di telefono cellulare communicator
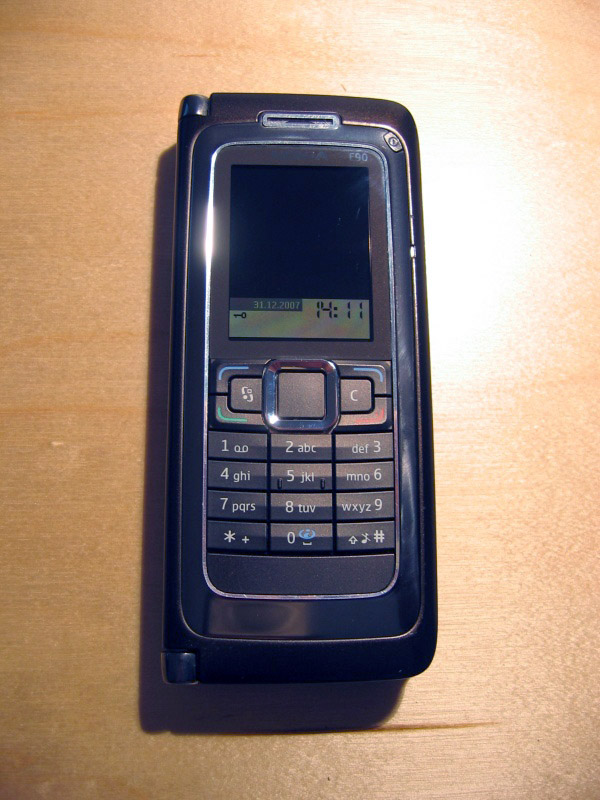
Il Nokia E90 chiuso

## Scorrimento
Si tratta di telefoni cellulari composti da due pezzi, dove la tastiera (numerica o QWERTY) è sotto lo schermo visibile. La tastiera viene resa utilizzabile facendo scorrere lo schermo verso l'alto.
Generalmente viene fatto scorrere dal lato più stretto del telefono, dall'alto verso il basso. In alcuni telefoni cellulari, specialmente quelli con la tastiera QWERTY, lo schermo viene fatto scorrere dalla parte più larga del telefono cellulare.
Lo schermo può essere anche di tipo touchscreen.

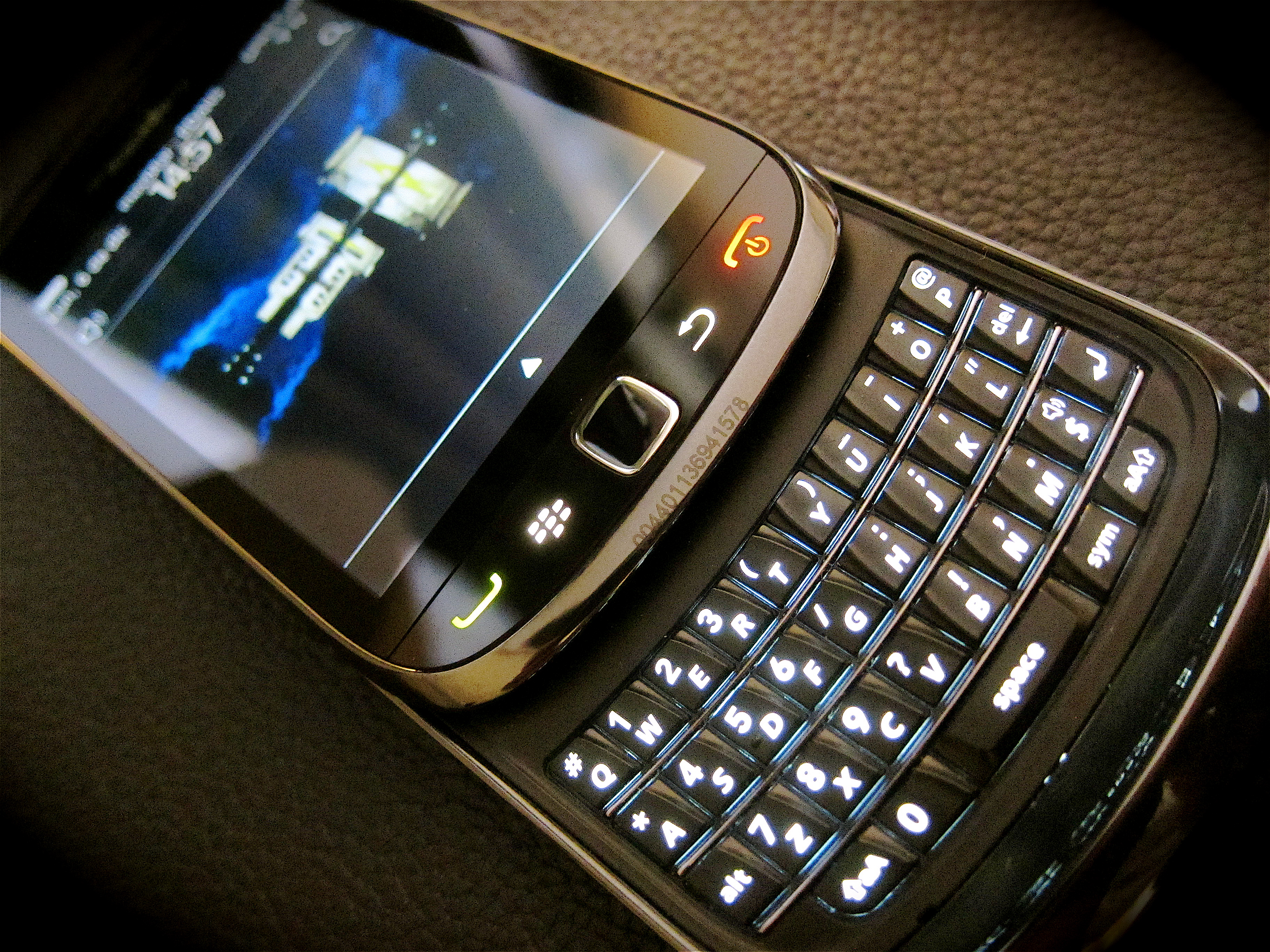
Il BlackBerry Torch, esempio di telefono cellulare a scorrimento
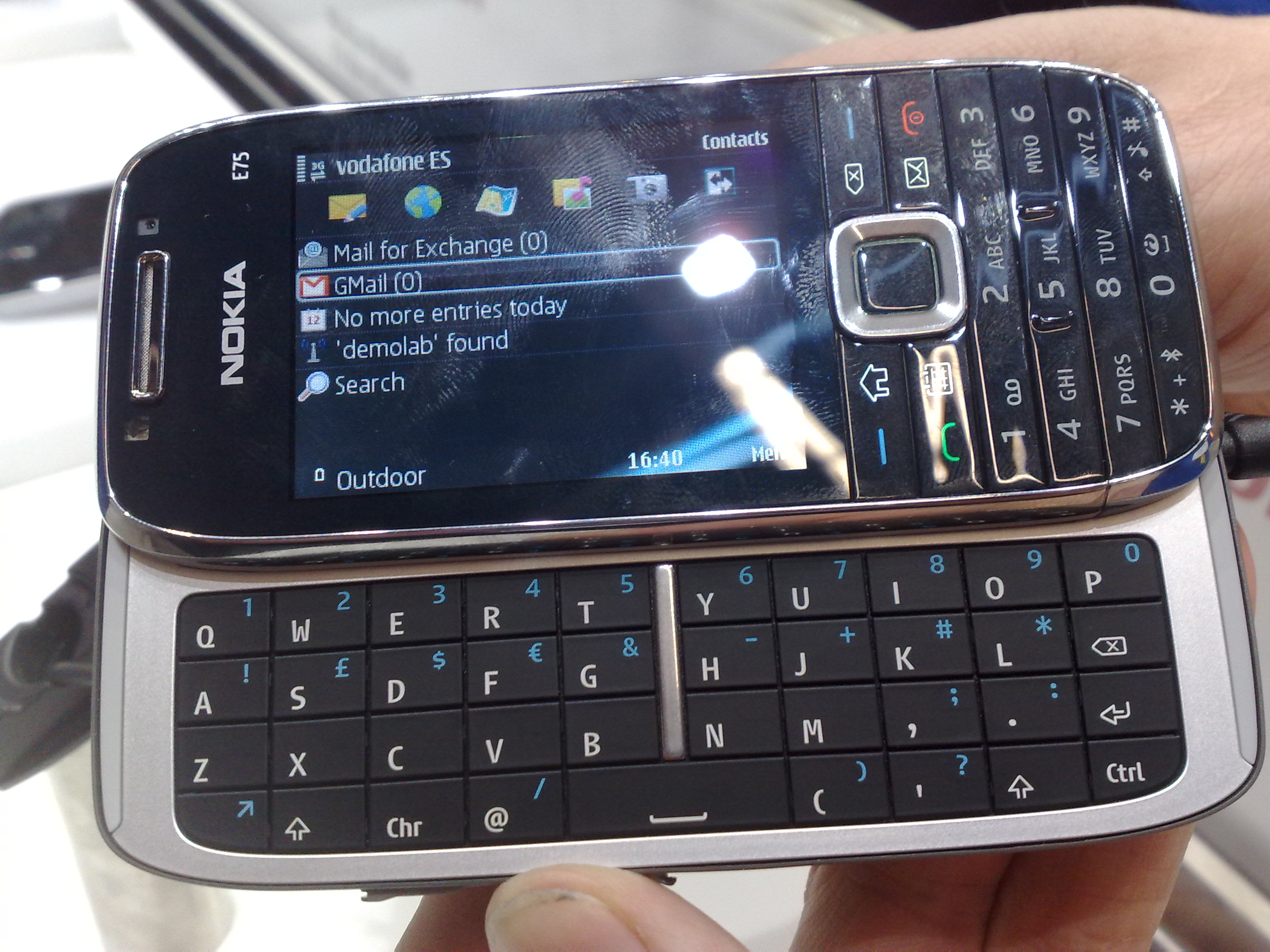
Il Nokia E75, esempio di telefono cellulare con scorrimento laterale

### Rotazione

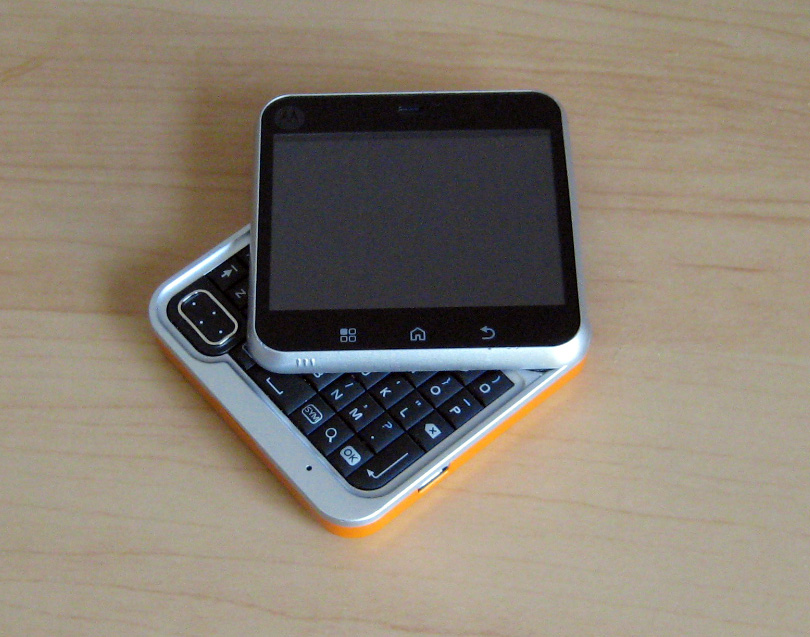
Il Motorola Flipout, esempio di telefono cellulare a rotazione

Simile al form factor a scorrimento, però la tastiera viene scoperta facendo girare lo schermo.